# ويليام هاو ديفيس
ويليام هاو ديفيس (بالإنجليزية: William Howe Davis)‏ هو سياسي أمريكي، ولد في 8 مارس 1904 في الولايات المتحدة، وتوفي في 18 أغسطس 1982 في نيوآرك في الولايات المتحدة. حزبياً، نشط في الحزب الديمقراطي. وقد انتخب Mayor of Orange, New Jersey ‏.